# Hadulipolia odiosa
Hadulipolia odiosa är en fjärilsart som beskrevs av Otto Staudinger 1895. Hadulipolia odiosa ingår i släktet Hadulipolia och familjen nattflyn. Inga underarter finns listade i Catalogue of Life.